# Remigius Machura
Remigius Machura (* 3. července 1960 Rychnov nad Kněžnou) je bývalý československý koulař. Je jedním z mála sportovců, který přiznal vědomé užívání dopingu.
S koulí začínal ve 14 letech. Stal se dorosteneckým mistrem republiky, v roce 1979 juniorským mistrem Evropy a v roce 1981 skončil na halovém mistrovství Evropy na 4. místě. K největším Machurovým sportovním úspěchům patří 3. místo z ME 1982, 2. místo z MS 1983, 1. místo z halového ME 1985 a 1988 a 5. místo z olympijských her v Soulu.
Jeho český rekord ve vrhu koulí s hodnotou 21,93 m ze srpna 1987 platil téměř 30 let. Až 2. června 2017 ho překonal výkonem 22,01 m Tomáš Staněk.

## Doping
Remigius Machura měl pozitivní nález na Stanozolol po závodech Evropského poháru v Moskvě roku 1985. V závodě skončil na druhém místě a podle losu měl jít na dopingovou zkoušku první Vasiljev a třetí Alessandro Andrei. Nakonec však funkcionáři rozhodli, že půjde Machura. Vzorky nebyly odeslány do laboratoře v Helsinkách (jak bylo zvykem), ale do novými přístroji vybavené laboratoře v Kolíně nad Rýnem. Pozitivní dopingový nález znamenal dvouletý distanc.
Machura nic nezapíral a dodnes říká, že kdyby se měl rozhodovat znova, rozhodl by se stejně. Podle vlastních slov začal brát podpůrné prostředky po roce 1981, i když byl funkcionáři svazu k tomuto kroku tlačen již od roku 1978. Jak sám říká, nehledal v podpůrných prostředcích prostředek zlepšení výkonu, ale prostředek k udržení vlastního zdraví.
Říkal jsem léčit. Nikdy jsem totiž nebral anabolika jako přímý prostředek jak dosáhnout v závodě lepšího výkonu. Právě jen jako ochranu zdraví. A nemám nic za zlé Linfordovi Christiemu, kterému teď prokázali doping, protože on běhal dvacet let a dovedu si představit, co to znamená. Všichni se diví, proč je Merlene Otteyová dvacet let dobrá - a taky ji chytili. Já vím, proč je dobrá. Je dobrá proto, že si zachovala zdraví. Jakým způsobem, to je její věc. A nebo věc Linforda Christieho.